# Fayetteville (New York)
Pour les articles homonymes, voir Fayetteville.
Fayetteville est un village situé dans le Comté d'Onondaga dans l'État de New York, aux États-Unis d'Amérique. En 2010, sa population était de 4373 habitants.
Il a été nommé en l'honneur du marquis de Lafayette. 
C'est le village où Grover Cleveland, 22e et 24e président des États-Unis d'Amérique, a passé son enfance, et où sa sœur Rose Cleveland est née.